# سلنید گالیم (II)
سلنید گالیم(II) (به انگلیسی: Gallium(II) selenide) با فرمول شیمیایی GaSe یک ترکیب شیمیایی است. که جرم مولی آن 148.69 g/mol می‌باشد. شکل ظاهری این ترکیب، جامد قهوه‌ای است.